# Cratere Gaue
Gaue  è un cratere sulla superficie di Cerere.